# سمیر فرید
سمیر فرید (عربی: سمير فريد؛ ۱ دسامبر ۱۹۴۳ – ۴ آوریل ۲۰۱۷) نویسنده، منتقد فیلم اهل مصر بود. او در سال ۲۰۰۰ برنده جایزه مدال طلا در جشنواره بین‌المللی فیلم کن شد.